# ثابت بن سنان
أبو الحسن ثابت بن سنان بن ثابت بن قرة (توفي 11 ذو القعدة 365 هـ / 11 يوليو 975 م) طبيب ومؤرخ بغدادي. جمع بين عدد كبير من العلوم الإنسانية والتطبيقية، فكان مؤرخا فيلسوفا وأديبا، كما كان طبيبا وفلكيا ورياضيا، وكانت له بصمات واضحة في تلك العلوم والفنون، بالرغم من أنه لم يحقق قدرا كبيرا من الشهرة.
ولد في أسرة اشتهرت بالعلم والطب، وترعرع في بغداد حاضرة الخلافة العباسية، ومركز العلم آنذاك، كان أبوه سنان طبيبا ماهرا، وقد عينه الوزير أبو عيسى بن الجراح مشرفا على علاج المساجين في سجون الدولة، وتوفير الدواء والرعاية الصحية لهم وخوله إدارة البيمارستانات ببغداد وغيرها. وجده هو ثابت بن قرة الذي برز كواحد من أكبر الأطباء والمترجمين في القرن الثالث الهجري (التاسع الميلادي).
عاصر عددا من الخلفاء العباسيين وكانت له مكانه عندهم وممن اتصل بهم من الخلفاء الخليفة الراضي والخليفة المتقي بالله والمستكفي بالله والمطيع. عين مديرا لبيمارستان بغداد فترة طويلة من الزمان.
له كتاب مشهور في التاريخ، أخذ عنه كثير من المؤرخين الذين جاءوا من بعده. سجل في كتابه أحداث العالم الإسلامي في الفترة الممتدة من خلافة المقتدر بالله العباسي عام 295 هـ/908 م وانتهى قبيل وفاته بنحو عامين عام 363 هـ/974 م، وقد جعله ذيلاً على «تاريخ الطبري»، ونسج فيه على منواله، واتبع طريقته في التصنيف. هذا الكتاب مفقود الآن ولم يصلنا منه سوى بعض النقول.
كان ثابت بن سنان يعلم كتب أبقراط وجالينوس، وكان أحمد وعمر ابنا يونس بن أحمد الحراني ممن قرأ عليه كتب جالينوس في بغداد، كما شارك في ترجمة كثير من الكتب الطبية من اللغات السريانية واليونانية وشرحها وإضافة معلومات جديدة إليها.
توفي ابن سنان في 11 ذي القعدة 365 هـ/11 يوليو 975 م وقد رثاه أبو إسحاق إبراهيم بن هلال الصابئ بأبيات، منها:

## تصانيفه
صنف ثابت ابن قرة نحو 150كتاباً
ومن تصانيفه الكثيرة:
1-«الذخيرة في علم الطب.»
2-«كتاب في النبض».
3-«كتاب وجع المفاصل والنقرس».
4-«كتاب اصناف الأمراض».
5-كتاب في الوقفات التي في السكون الذي بين حركتى الشريان المتضادتين".
6-«كتاب في الحصى المتولد في الكلى والمثانة».
7-«كتاب في مساءلة الطبيب للمريض».
8-«رسالة في الجدرى والحصبة».
9-«كناه المعروف بالذخيرة».
10-«مقالة في صفة كون الجنين».